# Worthington (Virgínia de l'Oest)
Worthington és una població dels Estats Units a l'estat de Virgínia de l'Oest. Segons el cens del 2000 tenia 170 habitants.

## Demografia
Segons el cens del 2000, Worthington tenia 170 habitants, 76 habitatges, i 48 famílies. La densitat de població era de 115,2 habitants per km².
Dels 76 habitatges en un 22,4% hi vivien nens de menys de 18 anys, en un 53,9% hi vivien parelles casades, en un 5,3% dones solteres, i en un 36,8% no eren unitats familiars. En el 32,9% dels habitatges hi vivien persones soles el 25% de les quals corresponia a persones de 65 anys o més que vivien soles. El nombre mitjà de persones vivint en cada habitatge era de 2,24 i el nombre mitjà de persones que vivien en cada família era de 2,83.
Per edats la població es repartia de la següent manera: un 19,4% tenia menys de 18 anys, un 7,6% entre 18 i 24, un 32,9% entre 25 i 44, un 20% de 45 a 60 i un 20% 65 anys o més.
L'edat mediana era de 41 anys. Per cada 100 dones de 18 o més anys hi havia 90,3 homes.
La renda mediana per habitatge era de 28.750 $ i la renda mediana per família de 35.417 $. Els homes tenien una renda mediana de 24.750 $ mentre que les dones 23.750 $. La renda per capita de la població era de 14.490 $. Entorn del 10,2% de les famílies i el 15% de la població estaven per davall del llindar de pobresa.

## Poblacions més properes
El següent diagrama mostra les poblacions més properes.